# Лема (Анхимовское сельское поселение)
Лема — деревня в Вытегорском районе Вологодской области.
Входит в состав Анхимовского сельского поселения, с точки зрения административно-территориального деления — в Анхимовский сельсовет.
Расположена между руслами рек Лема и Бучнуха. Расстояние по автодороге до районного центра Вытегры — 35 км, до центра муниципального образования посёлка Белоусово — 25 км. Ближайший населённый пункт — Ежезерский Погост.
По данным переписи в 2002 году постоянного населения не было.